# Alex Melin
Alex Melin (18 februari 1992) is een Amerikaans voetbalspeelster. In seizoen 2014/15, het jaar na haar studie aan de Universiteit van Iowa, speelde zij zeven wedstrijden als verdediger voor Ajax in de BeNeLeague. Eenmaal stond zij in de basis, de overige zes keer viel ze in.

## Statistieken
| Seizoen | Club   | Land      | Competitie | Wedstrijden | Doelpunten |
| ------- | ------ | --------- | ---------- | ----------- | ---------- |
| 2014/15 | Ajax   | Nederland | BeNeLeague | 7           | 0          |
| Totaal  | Totaal | Totaal    | Totaal     | --          | --         |

Laatste update: november 2020

## Privé
Melin studeerde aan de Universiteit van Iowa, waar ze van 2010 tot 2013 in het universiteitsteam voetbalde.
Na haar voetbalcarrière werd Melin wiskundelerares, en werd ze coach van de Huskers uit Nebraska.